# Маршалл, Пенни
Кэ́рол Пе́нни Ма́ршалл (англ. Carole Penny Marshall; 15 октября 1943, Нью-Йорк, штат Нью-Йорк, США — 17 декабря 2018, Лос-Анджелес, США) — американская актриса, кинорежиссёр, продюсер. Получила известность благодаря роли Лаверны в телесериале «Лаверна и Ширли», которая принесла ей три номинации на премию «Золотой глобус». Позже она добилась успеха как режиссёр и продюсер, став первой женщиной-режиссёром, фильм которой собрал более 100 млн долларов в американском прокате. Её самыми известными режиссёрскими работами являются картины «Большой», отмеченный несколькими номинациями на «Оскар», а также «Пробуждение», «Их собственная лига» и «Жена священника».

## Ранняя жизнь
Кэрол Пенни Маршалл родилась в Нью-Йорк Сити, штат Нью-Йорк в семье преподавателя танцев и продюсера Энтони Уоллеса Маршалла. Её брат — Гарри Маршалл, также как и она, режиссёр и продюсер, также есть сестра, продюсер Ронни Халлен.

## Карьера
Пенни Маршалл начала свою карьеру со съёмок в рекламных роликах одного из шампуней, где также снималась Фэрра Фосетт. Позже она появилась в сериале Марло Томас «Эта девушка». С 1971 по 1975 год Пенни достигла первой известности благодаря появлениям в ситкоме «Старые друзья». В тот же период она пробовалась на роль в ситкоме «Все в семье», однако её обошла Салли Струтерс. В 1974 году она получила роль в популярном ситкоме «Шоу Мэри Тайлер Мур» и одновременно с этим начала вести собственное музыкальное телешоу на CBS, а после появилась в другом популярном шоу того периода — «Счастливые дни» с Роном Говардом. Её персонаж стал настолько популярен, что она получила собственный ситком — «Лаверна и Ширли», спин-офф «Счастливых дней», который просуществовал в эфире целых восемь сезонов, а Маршалл получила три номинации на премию «Золотой глобус».
После того, как Маршалл срежиссировала несколько сериалов, она дебютировала в кино, с фильмом «Джек-попрыгун» с Вупи Голдберг. После она добилась дальнейшего успеха, поставив фильмы «Большой» с Томом Хэнксом (который собрал более 100 млн долларов в американском прокате, что сделало её первой женщиной-режиссёром, чей фильм собрал столь большую сумму), «Пробуждение» с Робином Уильямсом и Робертом Де Ниро, «Их собственная лига» с Джиной Дэвис, Томом Хэнксом, Мадонной и Рози О’Доннелл, «Жена священника» с Дензелом Вашингтоном и Уитни Хьюстон и т. д.
В 2004 году Пенни Маршалл получила звезду на Голливудской «Аллее славы».

## Личная жизнь

### Отношения
Пенни Маршалл была замужем дважды. Её первым мужем был Майкл Генри — футболист (1961—1963), от которого у неё родилась дочь Трейси; а вторым — актёр Роб Райнер (1971—1981), который удочерил её дочь. У неё также был роман с Артом Гарфанкелом в восьмидесятых годах.

### Проблемы со здоровьем и смерть
В 2009 году ей был поставлен диагноз рак лёгких с метастазами в головной мозг. Опухоль была успешно удалена, и она прошла 12 курсов лучевой терапии, что привело к увеличению веса на пятьдесят фунтов (около 23 кг). В 2012 году она объявила, что у неё ремиссия, и даже позже пошутила, что обычно больные раком худеют, а она вместо этого набрала вес. В интервью 2012 года для газеты The Huffington Post она сказала, что сожалеет о том, что курила.
Она умерла 17 декабря 2018 года от сердечной недостаточности, вызванной атеросклеротическим сердечно-сосудистым заболеванием и диабетом. Ей было 75 лет. После смерти Маршалл актриса Сюзанн Сомерс (1946—2023) в своём заявлении в связи с её кончиной отметила, что она помогла Маршалл в выборе «передовых методов лечения», которые она сама использовала при лечении рака.

## Фильмография
| - 1979 — / Working Stiffs - 1979—1981 — Лаверна и Ширли / Laverne & Shirley - 1986 — Джек-попрыгун / Jumpin' Jack Flash - 1988 — Большой / Big - 1990 — Пробуждение / Awakenings - 1992 — Их собственная лига / A League of Their Own - 1993 — Их собственная лига / A League of Their Own (телесериал) - 1994 — Человек эпохи Возрождения / Renaissance Man - 1996 — Жена священника / The Preacher’s Wife - 2001 — Сильная женщина / Riding in Cars with Boys - 2009 — Как сказал Джим / According to Jim (телесериал) - 2010 — Women Without Men - 2010—2011 — Такая разная Тара / United States of Tara | - 1990 — Пробуждение / Awakenings - 1992 — Их собственная лига / A League of Their Own - 1993 — Их собственная лига / A League of Their Own (телесериал) - 1994 — Человек эпохи Возрождения / Renaissance Man - 1996 — Зигзаг неудачи / Getting Away with Murder - 1998 — С друзьями как эти... / With Friends Like These… - 2003 — / Risk - 2004 — / Crossover - 2005 — Нокдаун / Cinderella Man - 2005 — Колдунья / Bewitched |

### Актриса
| - 1979 — Тысяча девятьсот сорок первый / 1941 - 1988 — У неё будет ребёнок / She’s Having A Baby (камео) - 1991 — Напролом / The Hard Way - 1993 — Фокус-покус / Hocus Pocus (камео) - 1995 — Достать коротышку / Get Shorty (камео) - 2007 — Элис вверх тормашками / Alice Upside Down - 2008 — Все хотят быть итальянцами / Everybody Wants to Be Italian - 2011 — Старый Новый год / New Year’s Eve (камео) | - 1971—1975 — / The Odd Couple - 1974—1976 — Шоу Мэри Тайлер Мур / The Mary Tyler Moore Show - 1975—1979 — Счастливые дни / Happy Days - 1976—1983 — Лаверна и Ширли / Laverne & Shirley - 1998 — Детектив Нэш Бриджес / Nash Bridges - 2004 — Фрейзер / Frasier - 2013 — Сэм и Кэт / Sam & Cat |